# Ski to Sea
Ski to Sea je 160 kilometrů dlouhá soutěž, která má sedm částí a koná se na Memorial day v okrese Whatcom v americkém státě Washington. Závod začíná na svahu 3 300 metrů vysoké sopky Mount Baker a končí na pobřeží Bellinghamova zálivu ve Fairhavenu. Mezi sedm částí závodu patří běh na lyžích, sjezd na lyžích, běh, jízda na kole, plavba na kanoi, horská jízda na kole a plavba na kajaku. Závod pořádá organizace Whatcom Events v čele s komisí, která se skládá z ředitele, koordinátora, jednoho nebo dvou dozorců na každé části a stovek dobrovolníků a studentů.

## Historie
Závod má své kořeny v Mount Bakerském maratonu, který se pořádal mezi lety 1911 a 1913 a jehož trasa vedla z Bellinghamu na vrchol hory Mount Baker a zpět. Poté, co jeden ze závodníků spadl do ledovcové trhliny byl ale závod zrušen. Ski to Sea se potom stala mírnější verzí tohoto maratonu, jelikož závodníci sjíždějí ze svahů sopky, které jsou určeny k lyžování.
Ski to Sea byl poprvé navržen v dopise od Freda Elsethagena Billu Herbovi, který byl presidentem bellinghamské obchodní komory, v roce 1966. Název závodu vyšel z městského sloganu, který zní Sea to Ski in Sixty Minutes, což znamená Od moře k horám za šedesát minut a odkazuje na blízkost Bellinghamu ke svahům Kaskádového pohoří, zatímco město samo leží na pobřeží Pugetova zálivu.
První oficiální závod Ski to Sea se konal v roce 1973, kdy se jej zúčastnilo 177 závodníků v padesáti týmech. V prvních čtyřech letech byly části závodu oddělené a jejich jednotlivé časy se přidávaly do celkového času týmu. Po konci závodu se tedy muselo ještě čekat, než se spočítají výsledky. Od roku 1977 byly ale části spojené, s výjimkou roku 2008, kdy byla plavba na kanoi zrušena kvůli nebezpečným podmínkám na řece.
Už v roce 1977 se stal závod velice populárním a později dokonce nahradil zdejší festival, který se konal ve stejnou dobu, takže nyní se pozornost celého města soustředí na závod. Každý rok se ho účastní na čtyři sta týmů a tři tisíce závodníků, zatímco desítky tisíc diváků ho sledují z chodníků v Bellinghamu, Fairhavenu i Ferndalu.

## Části
Původní dopis od Freda Elsethagena navrhoval devět části závodu - lyžování, horolezectví, plavbu na kajaku, jízdu na koni, vodní lyžování, běh, plavbu na rybářské lodi a plavbu na plachetnici. Všechny tyto disciplíny, kromě horolezectví, jízdy na koni, vodního lyžování a plavby na rybářské lodi, byly použity, a jedna k nim byla přidána - jízda na kole.
Když závod začal v roce 1973, měl délku 56 kilometrů, která byla rozdělena do sjezdového lyžování, jízdy na kole a plavbu na kanoi nebo kajaku na řece Nooksack. V dalších dvaceti letech se soutěž rozšířila na 151 kilometrů a sedm disciplín. Také se z něj stal štafetový závod, takže členové týmu si předávají štafetu mezi disciplínami. Přestože pořadí částí zůstává od počátku nezměněné, jednotlivé části většinou byly nějak pozměněny. U některých částí byla změněna disciplína, u některých délka. Například délka jízdy na kole byla změněna už devětkrát a zatímco nejkratší byla s 32 kilometry, nejdelší varianta byla 68 kilometrů dlouhá.

### Běh na lyžích
Běh na lyžích byl přidán do závodu v roce 1979 a je disciplínou na samém startu soutěže. Trať běhu na lyžích má tvar dvou osmičkových smiček a začíná i končí v horní části lyžařského střediska Mount Baker. V prvních letech byla délka části pouze 1,6 kilometru, nyní je to více než sedm kilometrů.

### Sjezd
Sjezd na lyžích nebo na snowboardu je jednou z původních disciplín závodu. Koná se na západním svahu hory Mount Baker a je čtyři kilometry dlouhá.

### Běh
Běh byl přidán v roce 1975 a nyní je třetí částí závodu. Délka běhu je 13 kilometrů po silnici Washington State Route 542 (Mount Baker Highway) od lyžařského střediska Mount Baker až ke stanici Shuksanského dopravního úřadu. Běžci při běhu klesnou o 610 metrů nadmořské výšky a běží na tvrdém asfaltu. Běh je nejméně měněnou disciplínou soutěže, jelikož má stejnou podobu už od roku 1979, kdy byla délka změněna z jedenácti kilometrů na dnešních třináct. Původní délka byla osm kilometrů.

### Jízda na kole
Jízda na kole je nejdelší a také jednou z původních částí závodu. Ze stanice Shuskanského dopravního úřadu se projíždí obcemi Glacier a Maple Falls, kde se odbočuje z Mount Baker Highway na Silver Lake Road, která cyklisty zavede po břehu řeky Nooksack do Eversonu, odkud pokračují kanoe. Původně měla disciplína 35 kilometrů, ale nakonec byla dokonce 68 kilometrů dlouhá, než byla v roce 1987 její délka stanovena na 58 kilometrů. V roce 2010 se délka jízdy na kole vrátila zpět na 68 kilometrů.

### Plavba na kanoi
Plavba na kanoi je částí soutěže už od prvního závodu v roce 1973 a je druhou nejdelší, jelikož měří 29 kilometrů. V prvním roce zde bylo povoleno závodit jak v kanoích pro dva, tak v kajacích pro jednoho. Poté, co se ale plavba na kajaku stala jednou z částí závodu, se na řece Nooksack musí plout pouze na kanoi. Začátek disciplíny je v Eversonu a konec v Hovanderově parku jižně od Ferndalu.
V roce 2008 se tato disciplína stala jedinou v historii, která byla zrušená. Závod nebyl povolen kvůli špatným podmínkám na řece.
Jedná se pravděpodobně o nejnebezpečnější část závodu. Přestože se za 37 let soutěže v kanoi ještě nikdo nezabil, v roce 2002 nepřežila trénink na soutěž Lori Rasmussen, které vzala život blokáda z klád.

### Jízda na horském kole
Tato část byla přidána v roce 1990, začíná v Hovanderově parku na břehu řeky Nooksack a končí v Bellinghamu, na pobřeží Squalicumské zátoky. V roce 2011 byla její délka změněna na 32 kilometrů.

### Plavba na kajaku
Tato disciplíná se koná v Bellinghamově zálivu už od roku 1980, ale teprve od roku 1992 jsou zde povoleny pouze kajaky. Plavba na kajaku byla přidána, aby název Ski to Sea dával smysl, jelikož je jedinou, která probíhá na moři, a navíc přináší zajímavější závěr soutěže. Původně byly povoleny pouze katamarány od společnosti Hobie Cat, ale po prvním roce byly povoleny také plachetnice. V roce 1990 si závodníci mohli vybrat pouze mezi plachetnicí nebo kajakem, který se o dva roky později stal jediným způsobem, jak závod dokončit, jelikož vítr na Bellinghamově zálivu není dost silný.
Dnes kajakáři startují ve Squalicumské zátoce v centru města a končí v Námořním parku ve Fairhavenu, kde odloží svá plavidla a ještě musí pár metrů běžet k cílové pásce, kde zazvoní na zvonek.

## Štafeta
V prvních letech soutěže se používal opravdu štafetový kolík, který později nahradily náhrdelníkové medailonky, které si na konci každé části spoluhráči mezi sebou předali. Pak byly medailonky nahrazeny potítky, zatímco v posledních letech se využívá transpondérového měření času, takže si spoluhráči mezi sebou předávali náhrdelní šňůrku s elektronickým časovým čipem. V roce 2011 se čip už nenosil na šňůrce, ale místo toho na neoprenovém potítku.

## Divize
Přestože každý závodník se účastní stejného závodu, týmy jsou rozděleny do osmi divizí - konkurenceschopné, z okresu Whatcom, rekreační, středoškolské, učitelé, veteráni, rodiny a firemní. Konkurenceschopné týmy, týmy z okresu Whatcom a rekreační týmy jsou dále rozděleny podle počtu žen mezi otevřené se třemi a méně ženami, smíchané se čtyřmi a více ženami a ženské, které se skládají pouze ze žen. Obvykle se asi polovina družstev registruje mezi rekreační týmy a čtvrtina mezi konkurenceschopné. Od zavedení tohoto systému vyhrávají v naprosté většině případu konkurenceschopné týmy, pouze v roce 1987 vyhrálo družstvo z kategorie týmů z okresu Whatcom. V minulosti byly také povoleny různé typy lodí, podle nichž se týmy dělily do dalších divizí.